# Penalosa, Kansas
Penalosa, Kansas (енгл. Penalosa) град је у америчкој савезној држави Канзас.

## Демографија
По попису из 2010. године број становника је 17, што је 10 (-37,0%) становника мање него 2000. године.
| Група             | 2000.       | 2010.       |
| Белци             | 27 (100,0%) | 17 (100,0%) |
| Афроамериканци    | 0 (0,0%)    | 0 (0,0%)    |
| Азијати           | 0 (0,0%)    | 0 (0,0%)    |
| Хиспаноамериканци | 0 (0,0%)    | 0 (0,0%)    |
| Укупно            | 27          | 17          |